# کلایو جرارد لیدل
کلایو جرارد لیدل (انگلیسی: Clive Gerard Liddell; ۱ مهٔ ۱۸۸۳ – ۹ سپتامبر ۱۹۵۶) فرد نظامی اهل بریتانیا بود. وی همچنین برندهٔ جوایزی همچون نشان حمام و نشان امپراتوری بریتانیا شده‌است.